# Tereblja (Fluss)
Die Tereblja (ukrainisch Теребля, slowakisch Terebla, ungarisch Talabor) ist ein Fluss in der Westukraine in der Oblast Transkarpatien im Einzugsgebiet der Theiß.
Der Fluss entsteht nördlich des Ortes Synewyrska Poljana im Rajon Mischhirja in den Waldkarpaten durch den Zusammenfluss der Rostoka und der Slobodjanska Rika, fließt dann durch ein teilweise sehr enges Tal in südliche Richtung an Synewyr, Kolotschawa, Sabrid, Drahowo und Tereblja vorbei und mündet beim Ort Buschtyno in die Theiß.
Die Gesamtlänge des Flusses beträgt 80 Kilometer, das gesamte Wassereinzugsgebiet beträgt 750 km².

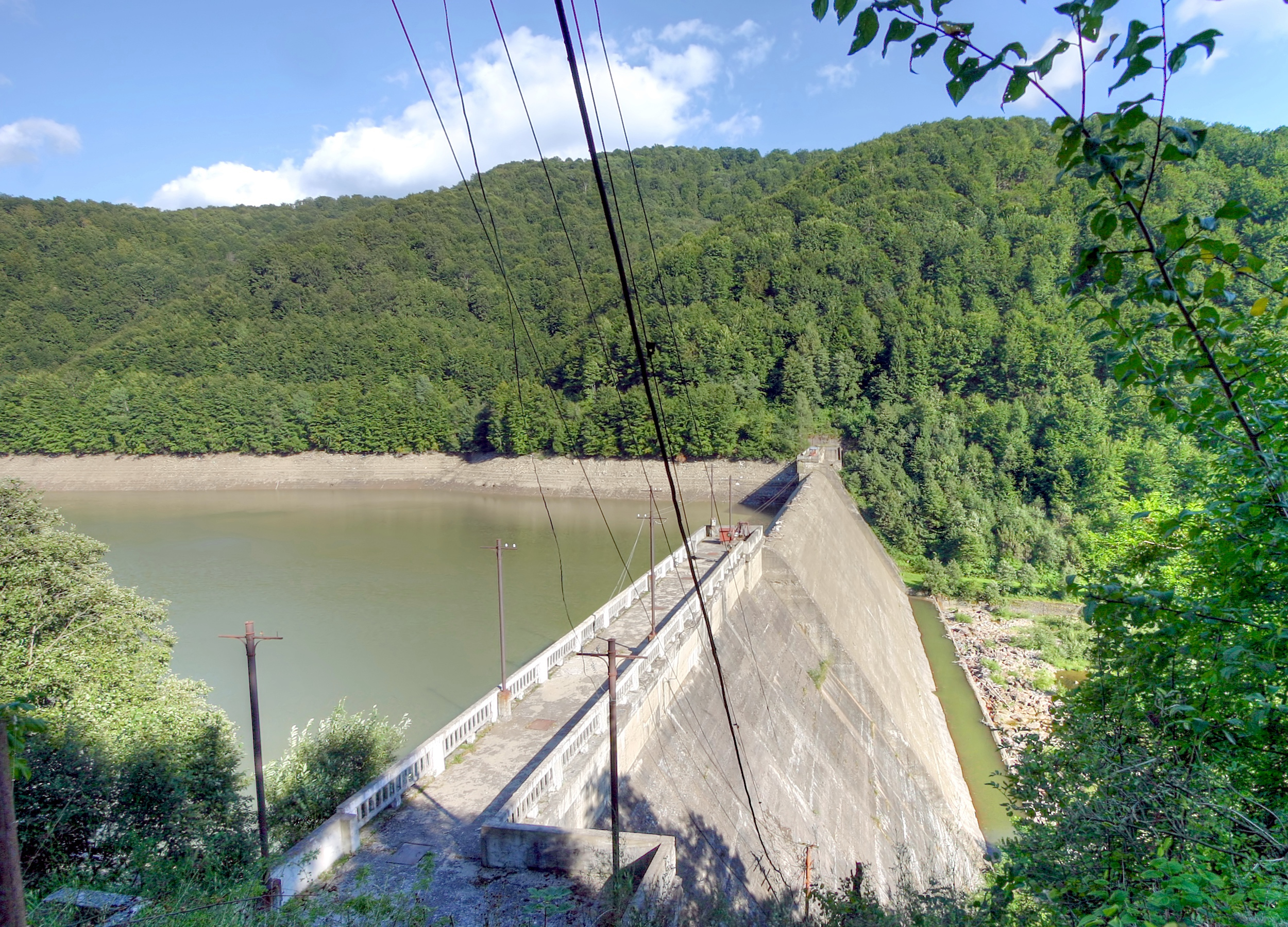
Staumauer im Tereblja

Ein Teil des Flusswassers wird durch einen Tunnel, welcher zum westlich gelegene Fluss Rika fließt, abgezweigt, um dort ein Wasserkraftwerk zu betreiben.